# Cirrhitichthys guichenoti
Cirrhitichthys guichenoti és una espècie de peix pertanyent a la família dels cirrítids.

## Descripció
- Pot arribar a fer 12 cm de llargària màxima.[6][7]

## Hàbitat
És un peix marí, associat als esculls i de clima tropical.

## Distribució geogràfica
Es troba a l'Índic occidental: Maurici.

## Observacions
És inofensiu per als humans.